# Janetto van Tassis
Janetto van Tassis, ook Iannetto, Joanettus, Jennot, Zanetto (Cornello dei Tasso, ca. 1450 - Pisino, ca. 1517), uit de Italiaanse koeriersfamilie Tasso, was een postmeester in Habsburgse dienst. Als hoofd van de familie en compagnie der Tassis zette hij vanuit Innsbruck estafettelijnen uit naar Mechelen en Boedapest, waarbij de postzak constant in beweging was maar paarden en ruiters rusttijd hadden.

## Leven
De familie Tasso organiseerde koerierdiensten voor Venetië en voor de pausen. Janetto's vader Pasino kreeg in 1480 van de paus opdracht om de verbinding met keizer Frederik III op te zetten. Zijn oudste zoon Janetto, wiens naam vanaf de jaren 1470 opduikt als pauselijk koerier, was familiehoofd toen keizer Maximiliaan I hem in 1489/1490 naar zijn hof haalde om snelle postroutes te creëren tussen zijn disparate gebieden. Hij nam zijn broers Leonardo en Francesco mee, alsook de kinderen van zijn derde broer: Giovan Battista, David, Maffeo en Simone. In de raadsboeken van Innsbruck is Janetto in 1489 voor het eerst vermeld als Johannetn Daxen Obristen postmaister. Dat is wat vreemd, omdat Maximiliaan pas in maart 1490 controle verwierf over Tirol.
De familieonderneming met Janetto aan het hoofd creëerde eerst een route tussen Innsbruck en Mechelen, waar Margaretha van Oostenrijk resideerde. In 1492 vinden we Janetto's naam op een document van de Rekenkamer van Vlaanderen, zijn eerste vermelding in de Nederlanden. Hij plaatste familieleden op belangrijke knooppunten. In 1505 financierde Janetto een verbinding van Innsbruck over Wenen naar Boedapest. In 1506 werd er opnieuw een beroep op hem gedaan, nu voor de route Konstanz-Mechelen.
In betaling van forse achterstallen gaf Maximiliaan in 1496 en 1498 een heerlijkheid in Karinthië en het vruchtgebruik op enkele aluinmijnen in die streek. In 1504-1505 verkreeg Janetto om dezelfde reden de landgoederen Barbana en Rachele in Istrië. Vanaf 1506 ging hij daar wonen op het kasteel en liet hij het beheer van de posterijen over aan zijn familie.
Lang kon hij daar niet van genieten, want de Oorlog van de Liga van Kamerijk brak uit en de Venetianen maakten hem bijna van kant toen ze in 1508 het gebied veroverden. Nadat zijn landgoederen door hen in beslag waren genomen, schreef Janetto een petitie aan de senaat waarin hij zijn beklag deed en om teruggave verzocht. Op 4 januari 1509 kreeg hij een positief antwoord op voorwaarde dat hij trouw zou zweren aan de Serenissima, wat hij deed. Kort daarna keerde de situatie en werd Maximiliaan weer meester van Istrië. Hij liet Janetto opsluiten als verrader en nam de lenen van Rachele en Barbana terug. Tot zijn dood zou Janetto in gevangenschap leven. Het verhinderde niet dat Maximiliaan hem op 31 mei 1512 met zijn broers en neven opnam in de erfelijke rijksadel.
De tekst van zijn testament van 12 september 1515 is overgeleverd in kopie. De beschikkingen met betrekking tot de verloren lenen leken wat optimistisch, maar in 1525 zou zijn neef Simon van Tassis ze na lang aandringen recupereren. Voorts vroeg Janetto om zijn lichaam te begraven in de kloosterkerk van Santa Maria delle Grazie in Pisino. Over zijn stervensjaar bestaat enige onduidelijkheid. Wellicht was het 1517 en in elk geval niet later dan 8 september 1518.

## Familie
De ouders van Janetto waren Pasino di Cornello (†1496) en Tonola Magnasco (†1504). Hij had drie broers: Ruggero, Leonardo en Francesco.
Hij was getrouwd met een verder onbekende Maddalena, met wie hij een dochter Caterina had.